# Aries (EP de Alice Chater)
Aries es el extended play debut oficial de la cantautora británica Alice Chater que fue lanzado el 7 de agosto de 2020 a través de EMI y Universal Music.
Este es el primer cuerpo de trabajo de Alice que consiste en sus dos últimos lanzamientos, el primer sencillo oficial "Two of Us" y el sencillo promocional "Pretty In Pink". Además de dos canciones nuevas y su colaboración asistida por Iggy Azalea de 2019, "Lola".

## Lista de canciones
| "Aries" |                              |                                                                                     |                                      |          |  |
| N.º     | Título                       | Escritor(es)                                                                        | Productor(es)                        | Duración |  |
| 1.      | «Two Of Us»                  | Priscilla Renea, Michael Hannides, Lewis Allen, HARLOE y Anthony Hannides           | Lewis Allen y MakeYouKnowLove (MYKL) | 3:30     |  |
| 2.      | «Fix This»                   | Anthony Hannides, Michael Hannides, Lewis Allen y Christine Gallagher               | MakeYouKnowLove (MYKL)               | 2:55     |  |
| 3.      | «Aries»                      | Alice Chater, Phil Leigh, Matthew Holmes y KIN                                      | KIN y Mac & Phil                     | 3:46     |  |
| 4.      | «Pretty In Pink»             | Lindy Robbins, E. Kidd Bogart, Alice Chater y Martin Sjølie                         | Martin Sjølie                        | 3:59     |  |
| 5.      | «Lola» (junto a Iggy Azalea) | Alice Chater, Amanda Cygnaeus, D.Gavin, Dhani Lennevald, Iggy Azalea y Kee Ingrosso | J. White Did It y Carl Falk          | 3:52     |  |

- Datos: Q109312878